# Radiografia
Una radiografia és una imatge obtinguda a través de l'exposició d'un objecte als raigs X que permet d'obtenir una imatge de l'estructura interna invisible mitjançant un equip de radiologia. La penetració dels raigs X en molts materials que són opacs a la radiació visible permet l'observació d'estructures internes d'un objecte o del cos humà de manera no destructiva.
La sensibilitat superior de l'embrió (humà) als efectes nocius dels raigs X imposa una prudència particular al cas de dones embarassades i exigeix d'utilitzar tècniques radiogràfiques només en casos excepcionals, quan no hi ha cap alternativa.

## Tipus de radiografies
Sense contrast radiològic
- Dental. Pantomografia dental
- Crani, sinus paranasals
- Columna: cervical, dorsal, dorsolumbar, lumbar, lumbosacre
- Graella costal
- Tòrax: principalment per a valoració pulmons i cor
- Mamografia o mastografia: de les mames
- Abdomen (simple)
- Extremitats superiors: espatlla, húmer, colze, avantbraç, canell i mà, sols un dit
- Extremitats inferiors: pelvis, fèmur, genoll, cama, turmell, peu, sols dits
- Telemetria: per a valoració d'escoliosi i dismetria d'extremitats inferiors
- Tomografies: ja no utilitzades des de la introducció de la tomografia computada

Amb contrast radiològic
Rarament utilitzades des de la introducció de l'ecografia:
- Mielografia: de la medul·la espinal
- Urografia: del tracte urinari
- Vesícula biliar

Poc utilitzades:
- Sialografia: de les glàndules salivals
- Esofagograma: per valoració de la deglució
- Colangiografia: de les vies biliars, durant una intervenció o endoscòpia duodenal (retrògrada endoscòpica)
- Flebografia: de les venes, habitualment de les extremitats inferiors
- Histerografia: de la cavitat uterina
- Fistulografia: per valorar un trajecte fistulós

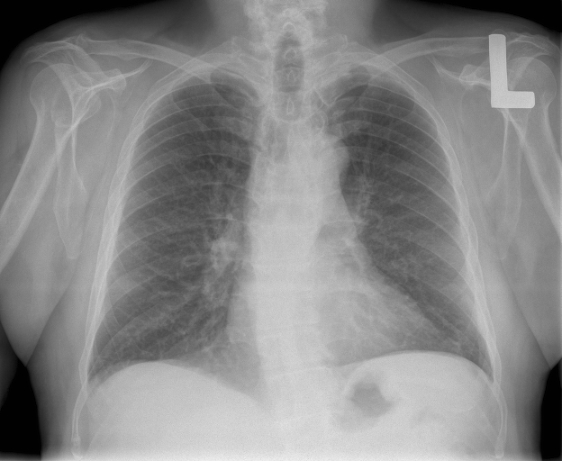
Radiografia posteroanterior de tòrax
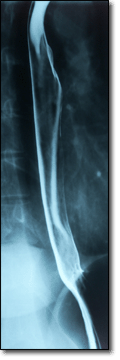
Radiografia amb contrast: esofagograma
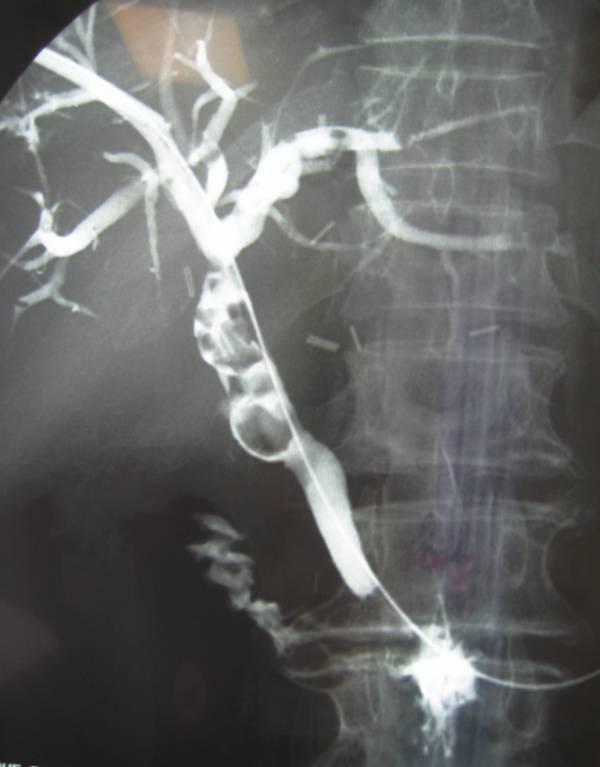
Radiografia amb contrast: colecistoprancreatografia, mostrant colelitiasi